# Hibu
Hibu (în trecut Yell Group plc) este o companie britanică ce s-a ocupat cu comercializarea Yellow Pages (Pagini Aurii) și este listată pe London Stock Exchange.